# نادیا کنوالینکووا
نادیا کُنوالینکووا (چکی: Naďa Konvalinková؛ زادهٔ ۱۸ آوریل ۱۹۵۱) بازیگر اهل جمهوری چک است.
از فیلم‌ها یا برنامه‌های تلویزیونی که وی در آن نقش داشته است، می‌توان به آدلا هنوز شام نخورده و مرد جوان و موبی دیک اشاره کرد.